# ラジアータ ストーリーズ
『ラジアータ ストーリーズ』（RADIATA STORIES）は、スクウェア・エニックスより2005年1月27日に発売されたPlayStation 2用ロールプレイングゲーム。
開発は、『スターオーシャンシリーズ』や『ヴァルキリープロファイルシリーズ』を手掛けたトライエースである。

## 概要
剣と魔法の世界を舞台に、ラジアータ王国という名の国と、その周辺の出来事を描く。タイトルの『ラジアータ』は放射状（英語: radiata）という意味であり、対称性を持つ動植物の学名として用いられる。前半の物語は一本道だが、ゲームを進めて行くと、プレイヤーは大きな二択を迫られる場面に遭遇する。その選択を境に「人間編」と「妖精編」に物語が分かれ、エンディングに至るまで全く異なるシナリオが用意されている。
本作の大きな特徴は、現実世界の1秒がゲーム内の1分に相当し、200人以上のキャラクターがゲーム内の時間に合わせて行動することである。これは種族を問わずモンスターにおいても例外ではなく、夜行性でないものは、昼間は活発だが夜になると寝るようになっている。またそのうち150人以上のキャラクターを主人公の仲間として加えたり、任意で喧嘩を売って勝負を挑んだりすることができ、また後半の展開によっては敵となって登場したりする。
主題歌は玉置成実の『Fortune』。また、コラボレーション企画で、本編に彼女がモデルの「ナミ・タマキ」というキャラクターが登場する。テレビCMには、プロダクションI.Gが制作したアニメーションシーンが用いられた。しかしこれは、プロモーション用に制作された特別なものであり、ゲームには使用されていない。
『月刊Gファンタジー』（スクウェア・エニックス）にて『RADIATA STORIES The Epic of JACK』（人間編）を藤川祐華が、『月刊ガンガンWING』（同）にて『RADIATA STORIES The Song of RIDLEY』（妖精編）を宮条カルナがそれぞれ連載していた。（2007年4月連載終了）。The 8th CESA GAME AWARDS FUTUREを受賞。

## ストーリー

### 背景
物語の舞台は人間と妖精が共存する世界。世界の中心に位置するラジアータ王国で人間たちは生活を営み、エルフやドワーフなどの妖精たちは、人間とそれなりの交流を交えながら、地方で集落を作り静かに暮していた。そんな共存の生活が続いていたある日、水龍が突如、人間を襲うという事件が発生した。龍とは、妖精を守護する聖なる存在で、人間の前に姿を現すことは決してない生き物のはずである。突然の事態に人間たちは困惑し、そして恐怖した。当時、ラジアータ王国の白色近衛騎士団（ブラン・シュヴァリエ）を率いていた団長、ケアン・ラッセルは、単身、人々を守るため水龍に戦いを挑み、激闘の末に勝利を得た。しかし、その戦いで彼自身の命を失う結果となった。

### 騎士団
それから数年。ケアンが英雄としてラジアータ王国に名を刻む存在になっていた頃、王国から少しはずれたソレユ村に暮らす、ケアンの息子ジャック・ラッセルは、父親のように世界に名を知らしめる騎士になるべく、ラジアータ王国騎士団への入団テスト（騎士団セレクション）に挑戦する。幼い頃から修行を重ね、ついに16回目の誕生日を迎えたこの日、彼は、姉のエアデールに見送られ、ラジアータ王国を目指した。
自信をもちセレクションに望んだジャックだったが、1回戦でリドリー・ティンバーレイクという少女に負けてしまう。リドリーは優勝、1回戦で敗退したジャックは当然のように入団できないと思われたが、彼が英雄ケアンの息子であることに気がついた王国の宰相ラークスの計らいにより、「将来性を見出された」という名目で、なんとか合格することができた。
そして桃色豚闘士団（ローズ・コション）が結成される。メンバーは団長のガンツ・ロートシルト、セレクション優勝者であるリドリー、主人公のジャックの3人。それぞれ未熟ではあるが、ケアンの息子であるジャック、王国の名家・ティンバーレイク家の血を継ぐリドリー、ケアンの盟友であったガウェインを父に持つガンツと、名の知れた英雄や家臣を父親に持つ者たちである。彼らは周囲から軽んじられつつも様々な指令を受け、ゆくゆくは王国を支える騎士団のひとつとなるべく任務に励む。しかしある依頼の途中、ブラッドオークに襲われリドリーが瀕死の重傷を負ってしまう。だが、ダークエルフの族長・ノゲイラによる、人間には禁断の魔術「霊継ぎの儀式」により、一命を取り留める。
この一件を他の2人の責任であると考えて激怒したリドリーの父親である家老・ジャスネの命令により桃色豚闘士団は解散となり、ジャックとガンツは騎士団を解雇される。一方リドリーは、体調は回復はしたものの、先の魔術によって、自分の中に自分ではない何者かも居着くようになり、一人苦悶することになる。

### 戦士ギルド
解雇された2人は行く当てを求め、戦士ギルドであるテアトル・ヴァンクールに赴く。採用試験を受け見事ジャックは合格。しかし、ガンツは不合格であった。ジャックはジャーバス率いるチーム「ヘクトン」に所属され、色々な依頼をこなしていく。やがて、戦士ギルドの大隊長であるエルウェンに、隊長に任命されることになる。一方ガンツは自分の不甲斐なさに落ちぶれてしまい、盗賊ギルドに拾われ身を寄せることとなる。
王国内では人間が突然凶暴化する謎の病「アルガンダース」の蔓延により混乱を極める。同じころ、リドリーを救ったノゲイラが同じくアルガンダースを患い死去。エルフにとってアルガンダースは不死であるはずの自分たちにとって唯一の脅威なのであった。ノゲイラの兄でライトエルフ族の族長であるザインは、人間とエルフとの間にダークエルフが生まれ、それと同時にアルガンダースが生まれたという歴史から、ノゲイラもまた人間と友好になろうとしたがためにこのような運命になったのだと嘆き、人間族に恨みを募らせる。この現場をリドリーは陰で目撃してしまい、自分のせいでノゲイラが死んだのかと思い悩む。
世界に緊張が走る中、ドワーフ族から交易に関して交渉の要求が来るが、騎士団・黒色山羊槍士団（ノワール・シュベール）の団長クロス・ワードは要求を鵜呑みにしては王国の威信が下がると猛反対。ラークスの判断によって、あくまでも牽制を目的として、ドワーフの集落「地の谷」にクロスらが派遣されることが決定される。武力を盾に交渉を優位に進めようとする騎士団であるが、ドワーフの長老・ゴンドノビッチは引き下がろうとしない。これをドワーフが人間に敵対したと一方的に解釈したクロスらの手により、地の谷は一夜にして制圧された。地の谷から逃げ込んできた、かつてジャック達が護衛を行ったドワーフ・ドワドノビッチは命からがらジャックに助けを求めてきた。辿り着いた地の谷でジャックらは、ドワーフの守り神である地龍が騎士団によって倒されるのを目撃する。ドワドノビッチは地の谷と運命を共にすると別れてしまい、ジャックはかつて自分がかつて所属していた王国騎士団の変わりように困惑する。
この一件で人間族と妖精族との間の亀裂は決定的なものとなってしまった。後日、かつて騎士であったジャックは、妖精との戦争に向け一人でも多い手駒を求めた王国から誘いを受ける。悩むジャックだったが、同じ日の夜、リドリーが訪ねてくる。彼女は日に日に混乱し暴走する騎士団に見切りをつけ、ライトエルフの族長・ザインと対話を試み、「霊継ぎの儀式」と自身の中にあるもう一つの魂の正体を知るため、ライトエルフの住処「花の都」に行くことにした。そして、自分の運命を嘆きつつもジャックに別れを告げる。
ラークスに会い、王国の味方となるために城に行くか。それともリドリーを追い、共に花の都へ行くか。ジャック、すなわちプレイヤーには選択する権利が与えられる。

### 人間編・妖精編
あまり深く考えることなく自分の処遇を決めてしまうジャックであるが、物語はここで分岐し、騎士団や戦士ギルドの仲間と共に王国を守り、人間族の存亡を賭けて妖精たちと敵対する「人間編」と、自分を頼ってきたリドリーを守るために妖精族に与して人間族の裏切り者となる「妖精編」に枝分かれする。いずれにせよ戦争が始まったことにより、かつて協力関係にあったジャックの知人や仲間たちは人間か妖精かで敵味方に分かれ、ジャックはもう一方の勢力に属するかつての仲間たちとも剣を交えることになり、また自分が与した勢力の一枚岩ではない思惑に翻弄されることになる。
やがてジャックは世界を監視する存在として妖精に与する龍たちと、幾度となく人類滅亡の歴史を繰り返してきた世界の構造、そしてある思惑から人間と妖精の対立を煽っている存在と直面することになる。

## 世界観

### 人間と妖精
『ラジアータ ストーリーズ』の世界は「トゥトアス」と呼ばれ、大地が深い谷によって区切られ、それぞれの土地で気候風土が違い、そこに人間と妖精の2種類が存在する世界。妖精にはエルフ、ドワーフ、ゴブリンなどが含まれ、それぞれが集落を作り異なる生活をしている。人間に対して警戒心の強いライトエルフ、積極的に交易を行うドワーフなど、人間との関わり方は様々である。
人間
『ラジアータ ストーリーズ』の世界（トゥトアス）に広く分布し、最も個体数の多い種族。中央にラジアータ王国という国を築き繁栄している。固体によって志向はそれぞれ異なるが、往々にして打算的・利己的。自らの繁栄のために自然を破壊する行為は、妖精達に敵愾心を持って見られている。妖精に比べると短命で体も脆いため、よくも悪くも欲望心が強く、急進的・好戦的。
ライトエルフ
妖精族の中で、もっとも古くから生息している風の妖精。皆、容姿端麗で美しい羽を持ち、自由に空を飛ぶことができる。背は低めでプライドが高い。寿命がなく、体が傷ついたりなどなんらかの要因で肉体が死ぬときは魂継ぎの術を使い、魂を他者に受け継がせるため、基本的に不死である。自然志向で、金属はおろか火も使わない。そのため己の私利私欲のために自然を破壊する人間を敵視しており、かつて人間と大戦争を繰り広げたこともある。流れる水と咲く花々が幻想的な雰囲気をたたえるエルフ地方、花の都で暮らしており、今までそこに入った人間はほとんどいないという。またライトエルフの長老ザインは、ダークエルフの長老ノゲイラの弟である。
ダークエルフ
ライトエルフと人間のハーフで、浅黒い肌を持ち、背が高く温和な顔つきが特徴。羽もなく容姿はあまり人間と変わらないが、様々な魔法を使える者がいる。自然との共存を求めている種族で、普段は酒を醸造したり木の実をとったりして生活し、人間とは独立して暮らしているが、ライトエルフと比べるとはるかに友好的で、人間に対して敵意は抱いていない。木々が林立するノウェム地方、緑森京に暮らしている。長老のノゲイラは、ライトエルフの長老・ザインの兄、すなわちライトエルフであり、彼の背中には羽がある。
ドワーフ
坑道を掘り、物を採掘して生活し、酒をこよなく愛する地の妖精。皆、一様に背が低く、男も女もたっぷりとしたひげをたくわえている。手先が器用で、掘り出した鉱物から武器を製作して人間に売ることで利益を得ている。また、ゴーレムの製作も手掛ける。小山や切り立った崖が存在するドヴァ地方、地の谷に住んでいる。
グリーンゴブリン
妖精の中でも大のいたずら好きで、ひょうきんな性格をしている種族。人間には特に敵意を抱いていないようだが、行商の荷物を奪ったり農民から者を盗んだりと、決して友好的なわけではない。各人にもよるが知能のレベルは他の妖精に比べ少々低く、生活も小汚いテントの中で送っている様子。彼らの集落は、独特のペイントが施され人間の目には異様にさえ映るドーセ地方、シャングリラである。それぞれが自由気ままに暮らしているため、族長などは存在しないようである。
ブラックゴブリン
グリーンゴブリンと同じく、その呼び名は肌の色からつけられたものと思われる。彼らの生活は極めて特殊で、一族の全員が日がな麻薬作用のあるキノコの胞子を吸って暮らしている。彼らの集落は大小様々なキノコに囲まれ、もはや降っているのがその胞子なのか雪なのかさえ分からないと言うセディチ地方、ゴブランヘヴンである。
グリーンオーク
水竜に守護されし妖精。寿命が長く、反面個体数が他の妖精よりも少ない。妖精の中でも凶暴・残忍な性格。ブラッドオークに比べるとやや温和。戦闘能力が高く、がっしりとした体躯をしている。人間とも妖精とも友好的とは言えないが、一応妖精側。南部地方に住み、ボルゴンディアーゾに居を構えていたが、ブラッドオークに追い出されてしまう。族長のジェイジェイは非常に理知的。
ブラッドオーク
オークより派生した種族。長寿だが、個体数は比較的少ない。妖精の中で最も獰猛・残忍な性格で、他者を殺すことしか考えていない非常に危険な存在。グリーンオークよりもさらに大きな体躯に、マンモスも一撃で倒すと言われる強力なパワーで、戦闘力は極めて高い。人間・妖精問わず恐れられ嫌悪されている。彼らとの戦闘でリドリーが倒れたため、妖精編を選んだ場合でもジャックは彼らにわだかまりを抱えて接することになる。

### ラジアータ王国
世界（トゥトアス）の中心に位置する王国。各地と石橋で繋がれている。城下町は4つの城門がある城壁によって周囲を囲まれ、中央にはラジアータ城がある。立憲君主制をとっており、現国王はジオラス8世、通貨はダゴルである。
ラジアータ王国は身分制度が存在する。国王を始めとした王族の他、多くの貴族がおり、中でも北方「ティンバーレイク家」、南方「ワード家」、西方「ロートシルト家」、東方「ライアン家」の4大貴族が特に有名。ラジアータ城は上階にいくほど、高身分の住居となっている。
王国の政治は最終的な決定権は国王にあるものの、ほとんどは国家法のもと重臣達の論議によって執り行われている。また軍部には王国騎士団がある。騎士団には紫色山猫剣士団（ヴィオレシャソヴァージュ）、黒色山羊槍士団（ノワールシュベール）などがあり、総参謀長と将軍の指揮下でそれぞれ国に関する仕事を行っている。
民間機関として、「戦士ギルド」「僧侶ギルド」「魔術ギルド」「盗賊ギルド」の4つの「ギルド」が存在する。依頼に応じてそれぞれのギルドは騎士団に人員を派遣することもあり、王国は依頼を通じて1つのギルドが力を持ちすぎないように監視している。
戦士ギルド テアトル・ヴァンクール
騎士団を解雇されたジャックが入団した戦士ギルド。太陽と栄光の黄街にある。
戦士ギルドの大隊長エルウェンを始め、屈強な戦士たちが集う集団で、王国や民間から舞い込むさまざまな依頼をこなす。所属する団員たちは人々の細かな悩みを解決しながら日々戦いの腕を磨いている。隊の任務が無いときは、個人で任務を受けられるが、隊での任務が最優先である。
各種依頼にはランクが存在しており、時には強大なボスと戦うといった内容のものもある（魔物退治など。依頼のダゴルが高ければ高いほど魔物も強い）。
戦士ギルドに所属している戦士たちは、隊での任務や、個人で請け負った数々の依頼を達成して報酬を貰って暮らしている。
僧侶ギルド 神聖オラシオン教団
物語の序盤で登場するクライヴが所属しているギルドでもあり、星と信仰の白街にある。
神聖オラシオン教団は神を信じる敬虔な信徒たちの集まりであり、所属する僧侶たちは祈りによってさまざまな奇跡――具体的にはHPの回復や状態異常の治療など――を起こす力を持つ。その力から、民間の医療機関としての顔も持っていてけが、病気の治療や薬品開発も行う。また、体を極限まで鍛えるモンクの修行の場としても有名。長い冒険には欠かせない存在でもある。
現在、教団内部でフェルナンド派とアナスタシア派が対立している。
魔術師ギルド ヴァレス魔術学院
魔術と呼ばれる技術を駆使する技術者集団のつどうギルド。水と英知の青街にある。
所属している魔術師たちは「魔砲」という兵器の開発に力を注いでおり、戦闘においても魔砲を用いて戦う。そしてまた、強力な魔砲開発の副産物として生まれたさまざまな技術によって人々の生活を豊かにしている。しかしながら研究所から溢れる音と煙に周辺住民はいつもびくびくしている。魔砲の力はもちろん、彼らの持つ深い知識はジャックの旅において様々な力になってくれるだろう。
また、魔砲とは全く原理の違う「ルーン魔法」というものも存在するようである。
盗賊ギルド ヴォイド・コミュニティー
闇に生きる者たちがたむろするギルドで、夜と欲望の黒街の奥に広がる奈落獣（ガイスト）、と呼ばれるスラム街に本部が設置されている。
騎士団を解雇されたガンツはテアトル採用試験に落ちた後、ある事がきっかけとなり、ヴォイドの構成員であるリンカに拾われ、ここに所属することとなった。
所属する者たちは情報収集を主な仕事としているが、裏では暗殺や誘拐といった仕事も請け負っており、ラジアータ王国からも危険視されている。盗賊ギルドの長は滅多に公の場に現れず、そのことが不審さに拍車をかける要因でもある。裏の世界で生きている彼らの信用を得るのは一筋縄ではいかないが、個性的な彼らとの関わりにおいて、ラジアータ王国の側面を見ることができる。

## ゲームシステム
移動および戦闘時のフィールド、およびイベントムービーにおける背景やキャラクターの描画には3DCGが用いられている。マニュアルやテレビCMにはイラストやアニメも使われているが、ゲーム本編中では会話時における登場人物のバストアップ表示など、全ての描画が3DCGで統一されている。

### タイムスケジュール
本作では、仲間にすることができるキャラクター（ここでは戦闘に参加できる者を指す）が総勢150人以上存在する。彼らには、それぞれの生活と背景があり、ゲーム内の時間に合わせ、朝、昼、晩と、それぞれの自由に活動をしている。モンスターも例外ではない。店においてもこのタイムスケジュールは適用され、それぞれの店により開店時間は異なり、酒場は夜にならないと開かない。
彼らの行動を知り、交流を繰り返し、そして親密な関係を築くことで、協力を得ることができる。具体的には、キャラクターごとに用意されたイベントを達成することで、仲間キャラクターとしてパーティに加えることが可能となる。イベントを解決するための糸口を掴むためには、まず、その人物の行動を見て、何かに悩んでいたり、困っていることを解決してあげる必要がある。最初は、見向きもされない場合もあるが、何度か協力（その人物からの依頼をこなす、など）することにより、きっかけをつかめることもある。キャラクターを仲間にするには何度もその人のところへ足を運び、様々な時間に街をうろつくことが必要になる。プレイヤーには、主人公のジャックとして、ラジアータの住人となることが求められる。

### 移動・探索
フィールドは基本的にサイドビューで描かれる。通路は必ずしも直線ではなく曲がりくねっていたり、画面手前や奥へと進んでいる場合もあるが、主人公が移動することによって自動的にカメラアングルの移動や回転が行われる。
主人公は目の前の物品を調べたり人物に話しかけたりする以外に、右足で「蹴る」という動作を行うことができ、足元の物品を蹴飛ばすことで隠されたアイテムを発見したり、宝箱をこじ開けたり、他の登場人物に対して敵対的な意思を示したりすることができる。
敵シンボルと接触すると戦闘となる（シンボルエンカウント）。敵対的ではないシンボルや友好的な人間・妖精に対しても「蹴る」ことで戦いを挑むことができる。なお物語後半では人間と妖精は敵味方で分かれることになるが、主人公が選ばなかった側の陣営に属する仲間キャラクターたちも、フィールド上でモンスターに混じって出没し無言で襲いかかってくる敵として登場することになる。

### 戦闘システム
敵と遭遇すると戦闘用のフィールドへと場を移し、戦闘となる。戦闘はアクションゲームのようなリアルタイム形式で展開する。戦闘フィールドは主人公ジャックを中心とした俯瞰視点で描かれ、視点の自由な回転が可能となっている。
バトルに参加できるパーティは、主人公のジャックと3人の仲間を含めた4人のパーティで、プレイヤーはジャックを操りながら、時には仲間と連携したり、必殺技を駆使したりして戦うことになる。ジャックが装備できる武器は4種類（剣・大剣・槍・斧）のカテゴリがあり、種類ごとに使用できる技が異なる。武器や防具を変更すると、それが移動、戦闘中およびイベント時のジャックの外見グラフィックに反映される。防具の中には目鼻を覆ってしまう鎧兜など、ジャックの姿を大きく変えてしまうようなものもある。
ジャックが戦闘中に行うことができる行動は、移動、攻撃、防御、バックステップ（回避）、仲間への命令、リンクの発動と解除、メニューを開いてのアイテムの使用や装備の変更である。攻撃には通常攻撃のほか、ボルティブロー、ボルティブレイクといった特殊な技を使うことができる。攻撃のターゲットはジャックが向いている方向によって選択され、距離が離れている場合はターゲットに走り寄りつつの攻撃を行う。ジャックの通常攻撃は武器ごとに決められたポイントの範囲内で習得した技をセットすることができ、それによって攻撃モーションや威力が変化し、複数の技をセットすることでボタン連打による連続攻撃が発生する。防御行動で敵の攻撃を防ぐと、敵の攻撃を無効化しつつ通常攻撃またはボルティブローによる反撃を繰り出すガード反撃を行うことができるが、防御は背後からの攻撃を防ぐことはできず、また攻撃の中には防御姿勢を打ち崩すガードブレイクという効果を持つものもある。
ジャック以外のパーティキャラクターは、各自オートで自律的に行動しており、それぞれ独特の武器や武術、回復や攻撃の魔法などを用いて戦う。プレイヤーは主人公のジャック以外を操作することはできず、装備やスキルを変えることもできない。ただし後述の「命令」コマンドや「リンク」を使用して行動をある程度コントロールすることができる。
各キャラクターへのダメージが累積し、HP（ヒットポイント）が0になると戦闘不能となる。ジャックが戦闘不能になることは戦闘の敗北を意味し、仲間のHPが残っていたとしても即座にゲームオーバーとなる。

#### ボルティゲージ
パーティ全員で共有されるVP（ボルティポイント）の量を示すゲージで、ジャックやその仲間が敵に攻撃を当てることで最大100まで蓄積されていく。溜まったVPを消費することで、後述のボルティブロー、ボルティブレイク、リンク、命令などといった特殊な行動ができる。
なお、公式サイトにもこのシステムに近いものが組み込まれている。見たことのない項目を選択するたびにVPが増加していき、それに伴って閲覧可能な項目が追加されていく。

#### ボルティブロー
4種類の武器の各系統に1つずつ割り当てられた、ジャックのみ使用可能な必殺技で、VPを10消費して繰り出すことが可能。VP消費が比較的少なく、派手ではないものの小回りが利くので連発もできる。剣なら相手をダウン、槍なら多段攻撃、斧なら威力が高い……など武器によってその効果も様々。反面モーションが長く、相手にボルティブローを避けられたりガードされると自分の防御への対応が遅くなるため、反撃を受けるリスクもある。

#### ボルティブレイク
MAXまで溜まったVPをすべて消費して繰り出す超必殺技。発動した瞬間にゲーム内時間が静止し、専用の演出が挿入されると共に敵単体に絶大なダメージを与える。VPをすべて消費するため連発することはできないが、ボス戦などHPの高い強敵を相手にするときに効果を発揮する。ボルティブレイクを発動したとき、相手に避けられたりガードされることは無いので攻撃力が高ければ高いほど有利な必殺技でもある。
また、ボルティブレイクは、ジャックだけでなく一部の敵や、仲間となったキャラクターの中にも使える者がいる。中にはジャックよりはるかに高い威力を叩き出すボルティブレイクをもっているキャラクターもおり、味方につければ大きな戦力となってくれる。

#### リンクバトルシステム
リンクというのは陣形のことを指す。仲間とリンクを組むことで、プレイヤーの操作はジャック1人だけではなくパーティ全員を同時に動かすものへと変化し、また各リンク特有の特殊能力が使用できるようになる。ある程度ストーリーが進むと使用可能になる。リンクはパーティメンバー3人または4人で組む。状態異常、戦闘不能のメンバーとはリンクできない。
リンクはVPが10以上あれば発動可能となり、発動すること自体にはVPを消費しない。ただしリンクを組んでいる最中は、攻撃系の特殊効果を使用したり、ダメージを受けたりすることでVPを消費していく。リンク中に敵に与えたダメージによって消費した以上のVPを溜めることができれば、残り少ない場合でもリンクを維持することはできる。リンクを組んでいる最中に他の陣形へと移行したり、任意で解除することも可能である。
リンクを使用できるのはプレイヤー側だけではなく、敵として登場する人間や妖精の中にはリンクを使用して立ち向かってくる者もいる。

##### リンクブレイク
リンクを組んでいる最中にジャックや仲間がダメージを受けたり、VPを消費する行動を使用したりするとVPが減少するが、このときVPがゼロになると強制的に陣形が解除され全員がダウン（転倒）してしまう。またはリンク中のメンバーの誰かが状態異常（戦闘不能含む）になっても、強制的にリンクが解除される。これをリンクブレイクと呼ぶ。
VPを使い果たしてリンクブレイクした場合、VPが0のため、VPを消費する命令も不可能となってしまう。

##### リンク一覧
戦闘で15回勝利するごとにリンクを1つ習得し、10種類まで習得する。リンクを組んでいる間は、仲間たちはジャックの挙動に追随して移動や防御、バックステップを行うようになるほか、以下のようにそれぞれリンクごとに異なる方法で攻撃を行うようになる。プレイヤーは以下の中から4種類を選んで登録し、戦闘中に使用することができる。
タコ殴リンク
大きなひし形の配置で移動し、その中にいる敵を四方からタコ殴りにするリンク。頭上に「!」マークが出たら攻撃のチャンスで、このとき陣の内側にいる敵に一斉の集中攻撃をかけることができる。隊列の維持が困難な上、他の敵からは隙だらけになるが、アタックリンクと異なり防御やバックステップは可能。最初に、イベントで自動的に覚えられるリンクである。
ウェーブリンク
リーダーを先頭に一列に並び、ジャックが攻撃した敵を後ろから順番に一回一回攻撃しては最後尾へ戻り、またリーダーが攻撃をする……という行動を繰り返す。すぐに後ろへ下がるため、攻撃後のスキの大きいキャラクターに適している。またリンク中は全員の移動力が向上し、長距離を素早く移動することが可能となる。
ラインリンク
パーティが横一線に並んで、大きな衝撃波で離れた敵を攻撃するリンク。隊列が乱れている時は衝撃波が発生しない。衝撃波を撃つとVPを6消費する。複数の敵を相手にする時に有効だが、VP残量に注意しなければならない。
ガードリンク
リーダーを囲むように仲間が外向きに配置され、リーダーを守るリンク。リンク中はジャックは敵のターゲットから外れ、範囲の狭い攻撃や敵のボルティブレイクから逃れることができる。リンク中は全員の防御力が上昇し、防御するとバリアが出現。防御成功毎にVPが4溜まる。敵が状態異常攻撃ありだと簡単にリンクブレイクされてしまい、さらにはガードブレイク＝リンクブレイクとなってしまうが、それを防ぐ命令をかけるなりスキルを装備するなりすれば、強敵を相手にした時でも有効に使えるリンクである。
円陣リンク
回復専門のリンク。行動をやめると、円陣を組み、その間HPが0.5秒毎に1 - 10回復していく特殊なリンク。ただし攻撃することができず、ガードしているときはHPが回復しない。
ワイドリンク
リーダーを先頭に縦一列に並び、四方八方へと衝撃波での攻撃を行う。衝撃波は一回ずつ三方向に放たれるので攻撃範囲が広く、リンクの周囲全域を攻撃することができる。ただし1人が衝撃波を1回打つたびにVPを0.5消費するのでVP残量に注意を払う必要がある。
玉砕アローリンク
その字の如く、矢のような配置で、敵に突進攻撃して敵を吹き飛ばすリンク。攻撃時には直進しかできず、急には止まれない。壁に触れるとその間VPが減少する。またボルティブローを使うことはできない。
特攻リンク
主人公のリーダーの前に前衛を並べ、リーダーの合図で前衛が敵に飛び込んでいくリンク。前衛の攻撃力が1.5倍にアップする。ヒットすると爆発が起こり、爆発を伴う大ダメージをあたえるが、与えたダメージの40%が突進したキャラクターに与えられてしまう。
スクウェアリンク
ひし形の配置で竜巻を起こすリンク。攻撃時には全員で激しく回転して陣形を中心とした竜巻を発生させて敵を上空に巻き上げ、広範囲を攻撃する。隊列が乱れている時は竜巻が発生しない。竜巻を起こすとVPを10消費する。乱戦時に有効なリンクである。
アタックリンク
ジャックの後ろに後衛を並べ、ジャックの攻撃にあわせて仲間キャラクターが自動的に集中攻撃する。隊列が乱れていても効果を発揮する。ただしリンクを組んでいる間はガードすることができない。

##### スキルリンクシステム
各キャラクターは一つ、スキルを持っている。Lv1 - Lv5まであり、戦闘回数によりレベルアップする。スキルは攻撃力を上げる、毒にかからなくなる、属性攻撃を防ぐなど、様々な種類がある。戦闘中にリンクを発動すると、リンクを組んでいる味方のスキルが全員で共有され、各人が複数のスキルを所持している状態となる。例えばリンク中に毒に侵されるとリンクブレイクが起きてしまうが、毒にかからなくなるスキルを持っている味方が一人いれば、味方全員が毒にかからなくなる。また、主人公はリンクを繰り返し組むことによって、味方の持っているスキルを習得可能なので、仲間の持っているスキルなどを考えた上でのパーティー編成が必要となってくる。主人公が習得したスキルはいつでも一つを選択して付け替えることができる。

#### 命令
主人公のジャック（プレイヤー）が「兵法書」と呼ばれる本を手に入れることで、VPを消費して仲間達に様々な命令を出して行動させることができる。ジャックが混乱しているときは、命令することができない。命令の種類は、1人に対して出す「個人命令」と、仲間全員に出す「全体命令」の2つ。
命令を出せるのはリーダーのみであるため、ジャックがガンツやジャーバスといったリーダーの元で部下として戦うような状況では、プレイヤーは逆にオートで操作されるリーダーから出される命令に従って行動することを求められる。

##### 個人命令
個人命令は基本的にVPを消費しない。内容は攻撃する敵の指定や、仲間への回復指示といった基本的なものから、囮になって敵をひきつけて逃げ回らせたり、その場で死んだふりをして敵のターゲットにされないようにしたりと、ユニークなものが用意されている。
以下は個人命令の一覧。
ヤツを攻撃
リーダーのターゲットを攻撃する。
ヘルプ援護
指定した仲間がターゲットしている敵を攻撃する。
ヘルプ回復
指定した仲間を回復する。回復技を持つキャラクターにしか命令できない。
敵から離れろ
敵から離れ、攻撃を受けにくくする。
囮になれ
囮になり、リーダーのターゲットを引きつけながら逃げ回る。
死んだふり
その場で転倒し、敵のターゲットにされなくなる。
おまかせ
仲間が自分の意志で戦う。
ボルティ発動
仲間のボルティブレイクを発動させる。ボルティブレイクを覚えているキャラクターにしか命令できない。VPはパーティ全員で共有されるため、仲間のボルティブレイクが発動すればVPは全て消費されてしまう。

##### 全体命令
全体命令はVPを消費するが、全員を回復、攻撃力上昇など、効果の大きい命令を出せる。
以下は全体命令の一覧。
みんなおまかせ
おまかせを仲間全員に出す。
闘魂注入
少しの間、仲間全員の攻撃力上昇。
忍耐の教え
少しの間、仲間全員の防御力上昇。
早駆け指令
少しの間、仲間全員の移動速度が上昇。
背水の陣
少しの間、仲間全員の攻撃力が大幅上昇し、代わりに防御力が0になる。HP残量の少ない仲間には効果がない。
円陣の歌
癒しの歌で仲間全員のHPを少し回復する。
生命の歌
癒しの歌で仲間全員のHPを半分回復する。
黒魔法の歌
リーダーが仲間全員からHPを吸収する。
ゴブリンの歌
仲間のゴブリンのHPが全回復する。
ヘブンズゲート
仲間全員の全状態異常を治し、さらにしばらく状態異常にかからないようにする。
キノコの歌
仲間全員の毒を治す。
ミントの歌
仲間全員の混乱を治す。
石割りの歌
仲間全員の石化を治す。
大地の動揺
仲間全員で転倒し、地上の敵にダメージを与える。
時間停止
敵味方全員を金縛りにする。金縛りに対する耐性のあるキャラクターのみ動くことができるようになる。

## 登場人物
本作では非常に多くの仲間キャラクターが登場し、それぞれに仲間加入時のエピソードが設けられているが、以下では主要な人物についてのみ解説する。

### ラジアータ城
ジャック・ラッセル
声 - 竹内順子
本作の主人公。16歳。かつて龍殺しの名を馳せた英雄ケアンの息子。両親は既に他界しており、姉のエアデールに育てられた。いつも元気で底抜けに明るく、お調子者で、騎士団でも周囲の重い空気を跳ね除けるムードメーカー。失敗を恐れず直球に進んでいく性格だが、後先考えない一面が玉に瑕でもある。唯一、エアデールにだけは頭が上がらない。
人間編と妖精編に分岐する物語後半では、それぞれ動機は異なりつつも彼なりの割り切りで想いを貫こうとするが、次第に厳しい現実や憎しみを向けざるを得ない仇敵と直面し、苦悩することになる。
武器は片手剣、両手剣、槍、斧を扱うことができ、装備によって異なるボルティブレイクを使うことができる。
リドリー・ティンバーレイク
声 - 小林沙苗
16歳。ジャスネの娘。名家の生まれで厳格に育てられてきたためか、男勝りな口調で常に冷静さを失わない立ち振る舞いが多い。頑固者で融通の効かない反面、一度悩むと答えを出すのに時間がかかる負けん気の強さを持つ。騎士団セレクションにおいて偶然対決することになったジャックを一方的に叩きのめしてしまうなど、武術に関しての実力は確か。当初はジャックとは反目し合っており、犬猿の仲などと評されていた。
見習い騎士の任務中に生死にかかわる重傷を負い、その時にエルフから施された処置をきっかけに物語に大きく関わることになり、彼女自身を思い悩ませることになる。彼女に対してプレイヤーがどのような立場を選ぶかによって人間編と妖精編で物語が分岐し、彼女もまた異なる末路を辿るが、いずれにせよジャックにとって次第に大きな存在となっていく。ゲーム版の人間編では命を落とすが、妖精編およびコミック版の人間編では生存する。またコミック版の妖精編のラストでは数年後にジャックとの間に子供を授かる。
武器は斧。ボルティブレイクは斧を豪快にぶん回して投擲する「ワイルドピッチ」。
ガンツ・ロートシルト
声 - 斉藤瑞樹
28歳。英雄ケアンの親友として知られる猛将ガウェインの息子。特に優れた実力を持つわけではないが、勤続年数が認められ団長に昇進、後にジャックとリドリーが配属される騎士団、桃色豚闘士団（ローズ・コション）を率いる。やや小太りの小柄な体格で、気が弱くおっとりした一面は頼りなさそうにも見えるが、礼儀正しく、部下を思いやれる人物。部下であるジャックに対しても「ですます調」で接する。
かつて自分の父であるガウェインが人間を裏切り、ジャックの父・ケアンを殺害したと言われていることに悩まされており、密かにジャックに対して負い目を感じている。
武器は両手剣。ボルティブレイクは敵に向かって突進しつつの突きを見舞う「ガンツブレイカー」。
サルート・ラークス
声 - 大西健晴
38歳。ラジアータ王国宰相兼騎士団総参謀長。ラジアータ王国のナンバー2。特に貴族や名家の生まれというわけではなく、あくまで彼自身の努力でこの地位に就いた。実に紳士的で、人を隔てることなく接する態度から、王国、騎士団内での評判も高い。よくも悪くも、現実的に冷静な物事の判断をする性格。
ジャスネ・コルトン
声 - 緒方賢一
ラジアータ王国家老。4大貴族のティンバーレイク家の人間ではあるが、入婿であり、ファミリーネームが異なる。リドリーの父であり、非常に過保護で、彼女からはかなり煙がられている。政治家としての能力は優秀であり、妖精との融和政策を進めているが、妖精のことを人間よりも低く見ているような面もある。小太りで団子鼻、赤ら顔という容姿だが、ナツメから密かな想いを寄せられている。
ルシオン・ヒューイット
声 - 宮本充
年齢不詳。ラジアータ王国の古くから仕える貴族の出生。リドリーの父・ジャスネの知恵袋。古代の伝承に通じており、特に龍についての伝承を語ることに特化している。ラークス以上の知識を持つとも言われている。彼を一言で表すと、淡白冷静。何事にも平静で対応することから、あまり感情を表に出さない人物でもある。物語の「鍵」を握る人物でもある。
その正体は銀龍フォティーノ。「#龍」も参照。人間編、妖精編のいずれでも本作のラストボスとなる。
ダイナス・ストーン
声 - 広瀬正志
ラジアータ騎士団将軍。作戦立案を行うラークスに対し、実働部隊の編成・指揮を行う。かつてガウェインに師事し騎士の全てを叩き込まれた、騎士団一の実力者である。厳つい容姿に雰囲気であるが、実際は理知的で温和な性格。様々な者の意見を聞き吟味し、できるだけ武力を用いた手段を回避しようとする穏健派。クロスとは対照的な人物。ジャックが尊敬し憧れている人物の一人。
武器はスパイクを備えた鉄球。ボルティブレイクは禿頭を光らせつつ跳躍からの一撃を見舞う「獅子粉砕撃」。
クロス・ワード
声 - 成田剣
19歳。騎士団・黒色山羊槍士団（ノワール・シュベール）を率いる若き団長。リドリーの許婚でもあるが、彼女からは邪険にされている。野心家で前向きだが、傲慢な性格で、任務遂行には手段を選ばない。また、自分より下の地位にあるものには厳しく当たることもある。反妖精志向が強く、戦争支持の急先鋒。妖精を武力示威で容易に従わせられると考えており、それが上手くいかないと激昂して実力行使を行い、人間と妖精との戦端を開いてしまう。
人間編と妖精編では異なる立場を演じる。人間編ではジャックとは反目し合いながらも同じ陣営で戦い、龍殺しとしての覇を競い合うライバル的な存在となっていく。妖精編では唯一無二の龍殺しの英雄として誰も彼の増長を止める者がいないまま、彼を庇おうとする上官すら自分の失敗の責任をなすりつけて殺害し、恐怖で部下を従わせ、ジャックの憎しみを受ける存在として立ちはだかる。
武器は二股状になった両手剣で、この剣には氷結のバッドステータス効果が付与されている。ボルティブレイクは懐から取り出した一輪の薔薇と共に相手を一刀両断する「セレスティアル・ライン」。
ナツメ・ナギ
声 - 堀江由衣
20歳。紫色山猫剣士団（ヴィオレ・シャソバージュ）を率いる女性騎士。また、才色兼備の美女で、男性騎士に人気がある。しかし、当人の男性の見る目というのは、決していいものとは言えない。リドリーの父であるジャスネを慕っており、彼の役に立とうという想いからリドリーを見守り、彼女のことを案ずる。
武器は風属性が付与された片手剣で、麻痺のバッドステータス効果を与えることができる。ボルティブレイクはすれ違いざまの斬撃を無数に浴びせる「一騎流・禍払い」。
レナード・フォード
声 - 松本大
21歳。ジャックの先輩に当たり、ジャックの寝起きする部屋の室長として彼の面倒を見る。老け顔で年相応に見られず、ジャックからは「おっさん」と呼ばれている。30代に見られることもしばしば。しかし、当人はあまり気にしていない様子。戦場ではそれなりに実力を発揮する。ナツメに好意を抱いており、彼女に付き従って行動を共にする。
武器は斧。この武器には愛着を持っており、練習場で話しかけるとジャックに斧を勧めてくる。

### 戦士ギルド
ジャーバス・モンデール
声 - 西凜太朗
戦士ギルドに加入したジャックが最初に所属することになったチーム「ヘクトン」の隊長。酒好きで、ジャックと最初に出会った時も酔い潰れていた最中であり、また飲み屋に多額のツケを残しているという一面もあるが、ジャックに対しては威厳ある上司として振る舞おうとする。かつて騎士を目指していたが叶わなかったという過去を持ち、ガンツの父・ガウェインのことも知っている。
妖精編では人間と敵対することになったジャックを連れ戻すために部下のダニエルと共に現れ、彼の真意を問いただそうとする。
武器は火属性が付与された両手剣。
タナトス・ベインズ
声 - 藤原啓治
戦士ギルドで受付をしている男性。ジャックは彼を通して様々な依頼を受けることになる。
ジェラルド・ニクソン
声 - 石塚運昇
戦士ギルドの副長。二刀流を扱いギルドの入隊試験でジャックを叩きのめしつつも、その度胸を評価する。盗賊ギルドに属するノクターンとは因縁があり、かつては腕を競い合ったライバル同士であった。妖精編ではジャックの敵として立ちはだかる一人となる。
武器はそれぞれ火属性と風属性が付与された大小二振りの剣。ボルティブレイクは二刀から放たれる衝撃波で相手を十文字に切り裂く「斬岩剣・終極」。
エルウェン
声 - 岡田佐知恵
戦士ギルドの大隊長の地位にある女性。火龍パーセクとは古い顔見知りで、かつては敵対したことがある。全身を覆う重厚な鎧兜で顔を隠しており、その正体については作中で明かされない面も多いが、人間編では加入条件を満たして彼女を仲間にすると、パーティブックでその素顔や過去の経緯の一端を見ることができる。妖精編ではジャックと敵対し、その想いの強さが自分の想いに勝るものであるかを確かめようとする。
武器はかつて彼女が仕えた伝説的な勇者の遺品でもある、光の刃を持つ両手剣。ボルティブレイクは巨大な光の剣で相手を縦横に斬りつける「光之利剣」。

### 僧侶ギルド
クライヴ・パーカー
声 - 原田正夫
僧侶ギルドの一員で、桃色豚騎士団にとって初任務となる護衛任務で協力者として同行する。目の前で事件が起こってもリアクションを起こそうとしないようなマイペースな性格で、その能力もきわめて低く、ガンツによれば僧侶ギルドの中でも下の下であるとされる。ただし上京するまでは故郷の村で神童として将来を有望視されていたらしい。
ジャックに対しては個人的な友情を感じており、ジャックが騎士団を解雇され戦士ギルドに採用された際にも、彼の身を案じて最初の仲間となってくれる。
仲間のHPを少量回復する魔法を扱うことができる。

### 魔術師ギルド
ジーニアス・ヴァイスハイト
声 - 武内健
17歳。ラジアータ王国のはずれに暮らす少年。7歳の時に、最年少でヴァレス魔術学院に入学し、周囲からは天才と謳われている。研究だけが生き甲斐といった様子で、研究の邪魔をされることを何よりも嫌う。また、一度研究に没頭すると、奇妙な独り言を呟く癖がある。妹のレオナも魔術学院に通っている。
妖精と人間の関係に関心を抱いており、龍の秘密について独自に研究を続けている。桃色豚騎士団の任務に協力者として同行した際、ノゲイラがリドリーに施した「霊継ぎの儀式」の場に居合わせたことをきっかけに、その後のリドリーにも関わる。
風や氷の魔法で戦う。

### ソレユ村
エアデール・ラッセル
声 - 半場友恵
23歳。ジャックの姉で、剣の師匠でもある。彼女自身は幼い頃に父親・ケアンから剣の手解きを受けていた。父の姿を覚えているだけに、父への尊敬はジャックより強い。物語当初の時点では、幾分かジャックより腕が勝っていた。本来は物静かな働き者だが、ジャックの教育になると打って変わって厳しくなる。

### 妖精
ノゲイラ
声 - 鈴木千尋
ライトエルフの男性。ザインの兄。長老としてダークエルフの一族を束ねている。ダークエルフの里を訪れた桃色豚騎士団を客人としてもてなすが、その際にブラッドオークの襲撃を受け瀕死の重傷を負ったリドリーに「霊継ぎの儀式」という秘術を施して彼女の命を救う。しかし、このことが結果的には彼女を残酷な運命に巻き込むこととなり、またノゲイラ自身が命を落とすことに繋がってしまう。
魔法を使って戦うことができ、十分な準備が整えばブラッドオークを打ち倒す程の力を持つ。
ザイン
声 - 佐藤晴男
ライトエルフの男性、ノゲイラの弟。ライトエルフの一族を束ねる。一族の間に蔓延する病気の原因を人間によるものであると考えており、慕っていた兄ノゲイラの死をきっかけに人間に対する憎悪を燃やすようになる。人間と妖精との戦争では指導者として妖精を率いる立場となり、人間編では敵として、妖精編では味方として登場する。
光、風、氷の魔法で戦う。ボルティブレイクは頭上に放った無数の光の矢を相手に浴びせる「シャイニングレイン」。

### 龍
火龍パーセク
声 - 長嶝高士
ラジアータの城下町でジャックが出会った巨漢の男性。非常識な言動でジャックを振り回すが、その正体は地水火風の四龍の一体。戦士ギルドの大隊長を務めるエルウェンとは過去に敵対したことがある。銀龍フォティーノの行方を探しており、その真意を知ろうとする。龍としての自らの役割には忠実で、人間編では敵として、妖精編では味方として、異なる役回りを演じる。
銀龍フォティーノ
金龍クェーサーと交互に人間を導く役割を担い、その興亡に関わる存在。しかし自分の役割に疑問を持ち、正体を隠してある人物の姿をとり、人間と妖精の対立を煽って他の龍を封印し、自らの思惑を達成しようとしている。人間族に対しては己の役割を超えた愛着を抱いているが、己の目的を達成するためには他人の想いを踏みにじり、犠牲を厭わない面もあり、人間編の結末ではそのことをジャックに厳しく批難される。

### ゲストキャラクター
ナミ・タマキ
声 - 玉置成実
年齢不詳。ラジアータ王国でたびたび出没する謎の歌手。その素性は不明。彼女の歌に魅了されたファンが、ラジアータ王国に大勢いるとか、いないとか。
その正体はヴァレス魔術学院に通う幼い少女、コーネリアであり、ナミは彼女が魔法で大人の姿に変身した姿。パーティに加えた場合は夜と昼とで姿や能力が変化し、パーティーブックの名前も変化する。
声や歌を担当しているのは主題歌「Fortune」を歌っている歌手の玉置成実。
ヴァルキリー
『ヴァルキリープロファイル』の主人公。ゲームクリア後のセーブデータを用いて行くことができる裏ステージにゲスト出演し、ジャックを殺害してエインフェリアとして連れ帰ろうとする。倒すと仲間になってくれる。
武器は片手剣と弓を使い分けつつ戦う。決め技「ニーベルン・ヴァレスティ」はボルティブレイクとして再現されている。
レザードヴァレス
『ヴァルキリープロファイル』に登場した悪役。ゲームクリア後のセーブデータを用いて行くことができる裏ステージにボスキャラクターとしてゲスト出演し、ヴァルキリープロファイルシリーズの魔法を用いて戦う。
ガブリエセレスタ
神聖オラシオン教団で崇拝されている男神。イセリア共々、トライエース作品のゲーム作品でたびたび隠しボスキャラクターとして登場しているキャラクターでもあり、本作でも作中に名前が登場するほか、ゲームクリア後のセーブデータを使って行くことができる裏ステージにボスキャラクターとして登場する。本作では、スキンヘッドで筋骨隆々とした半裸の男性という姿で登場する。
イセリアクイーン
神聖オラシオン教団で崇拝されている女神。ガブリエ共々、トライエース作品のゲーム作品でたびたび隠しボスキャラクターとして登場している人物であり、本作でも作中に名前が登場するほか、ゲームクリア後のセーブデータを使って行くことができる裏ステージにボスキャラクターとして登場する。本作では、背中に蝶の羽を持つ少女の姿で登場する。

## 主なスタッフ
- ディレクター：秋山直樹
- 企画：荒川健太郎、卯川真也、武本賢太郎
- 脚本：みとり正敏、有限会社エッジワークス
- 演出：林谷和樹
- キャラクターデザイナー：城之尾武司、小西浩
- ミュージックコンポーザー：岩垂徳行
- 技術プログラム：五反田義治
- 監修：則本真樹、五島賢次
- エクゼクティブプロデューサー：橋本真司

## 主題歌
「Fortune」
作詞 - shungo.、藤末樹 / 作曲 - 藤末樹 / 編曲 - 齋藤真也 / 歌 - 玉置成実
「人間編」のエンディングテーマ曲。TVCM曲として使用されたほか、作中でナミ・タマキが歌う劇中歌として聴くこともできる。
「てくてくあるく -ラジアータMix-」
作詞/歌 - 今泉由香 / 作曲/編曲 - 岩垂徳行
「妖精編」のエンディングテーマ曲。

## 関連商品
- 攻略本
  - ラジアータ ストーリーズ 公式ファーストガイド
  - ラジアータ ストーリーズ 公式コンプリートガイド
  - ラジアータ ストーリーズ ファイナルガイド
  - ラジアータ ストーリーズ ザ マスターガイド
- 漫画
  - RADIATA STORIES The Epic of JACK （人間編）
作画：藤川祐華『月刊Gファンタジー』連載 ガンガンコミックス全5巻
  - RADIATA STORIES The Song of RIDLEY （妖精編）
作画：宮条カルナ『月刊ガンガンWING』連載 ガンガンコミックス全5巻
- 小説
  - ラジアータストーリーズ side1
  - ラジアータストーリーズ side2-A （人間編）
  - ラジアータストーリーズ side2-B （妖精編）

### 音楽
- ラジアータ ストーリーズ オリジナルサウンドトラック
- ラジアータ ストーリーズ アレンジアルバム